# غروب الظلال (فلم)
غروب الظلال هو فيلم درامي جزائري صدرَ عام 2014 للمخرج محمد الأخضر حمينة. اختيرَ الفيلمُ كترشيحٍ أولي للمنافسة على جائزة الأوسكار لأفضل فيلمٍ بلغة أجنبية في حفل توزيع جوائز الأوسكار الثامن والثمانون لكنه لم يُرشَّح في الترشيحِ الختامي والنهائيّ.

## القصّة
تدورُ أحداث الفيلم على خلفيّة ثورة التحرير الجزائرية، فعلى قائدٍ فرنسي حازمٍ يعتقدُ أن الجزائر تنتمي إلى فرنسا أن يتعامل مع جندي يتمرد عليهِ عندما يُطلَب منه إعدام مقاتل جزائري من أجل الحريّة ليبدأ الجنديَ بعدها رحلة الهروب عبر الصحراء بعدها خالف وبشكلٍ مباشرٍ أوامر القائد.

## طاقم التمثيل
شاركَ في تصوير الفيلم عددٌ من الممثلين والممثلات لعلّ أبرزهم:
- سمير بويتار في دور خالد
- نيكولاس بريديت في دور لامبرت
- لوران هينكين في دور القائد سانتيناك
- برنارد مونتيل في دور المعلم
- مهدي التهمي
- مروان المنصوري